# ميخائيل هوبر
ميخائيل هوبر (بالألمانية: Michael Huber)‏ (14 يناير 1990 في النمسا - ) هو لاعب كرة قدم نمساوي في مركز الدفاع. لعب مع نادي سانت بولتن وSC-ESV Parndorf 1919 ‏ ونادي هارتبيرغ وSV Stegersbach ‏.

## وصلات خارجية
- ميخائيل هوبر على موقع قاعدة بيانات كرة القدم.إي يو (الإنجليزية)
- ميخائيل هوبر على موقع Soccerway.com (الإنجليزية)
- ميخائيل هوبر على موقع عالم كرة القدم.نت (الإنجليزية)